# Ломазький ключ
Ломазький ключ (волость) — група населених пунктів у складі Ломазької губернії. На чолі стояв ключовий економ. По даних коморника Людвіка Кройца, мав в 1765 році 241 волоку.
Стан на 1783 рік:

## місто
- Ломази

## села
- Віски
- Гучна
- Козли
- Коломброд
- Копитник
- Любенка
- Ортель
- Тучна

## фольварки
- Гротівка
- Кошоли